# Bandera de Flevoland
La bandera de Flevoland fou adoptada formalment per l'Executiu provincial de Flevoland el gener de 1986.
La bandera consta de dues amples faixes amb els colors blau la superior i verd la inferior, que estan separades entre si per una faixa estreta, parcialment ondulada i de color grog. Al quarter superior esquerre hi ha una flor de lliri blanca en commemoració de Cornelis Lely, dissenyador de l'Afsluitdijk (dic de tancament) que separa l'IJsselmeer del Mar de Wadden.
La faixa blava representa l'aigua, la groga els camps de blat de moro ondulats, de colza i els conreus. Mentre la faixa verda simbolitza el paisatge rural de Flevoland.